# Chi i anden-test
 Denne artikel bør gennemlæses af en person med fagkendskab for at sikre den faglige korrekthed.

Chi i anden-test (χ²-test) betegner i den matematiske statistik en række hypotesetests med χ²-fordelte teststørrelser.
Man skelner typisk mellem tre typer tests:
- Fordelingstest: Test, hvor man viser, om data kan siges at være fordelt med den forventede fordeling.
- Uafhængighedstest: Test, hvor man viser, om to fordelinger er stokastisk uafhængige
- Homogenitetstest: Test, hvor man viser, om to eller flere stikprøver kommer fra samme fordeling

## Ophavsmand
Chi i anden-testen og den dertilhørende teststatistik blev første gang beskrevet af den britiske matematiker og statistiker Karl Pearson (1857-1936).

## Fordelingstests
For at finde ud af, om data følger en forventet fordeling, kan man anvende chi i anden-test. Dette gøres ved at finde sandsynligheden, for at afvigelsen q ligger i den kritiske mængde. I modsætning til binomialtest kan man arbejde med et større antal hændelser end 2.

### Formel for Q
Mere præcist er sandsynligheden defineret som sandsynligheden for at den stokastiske variabel χ² er større end vores afvigelse q. (Hvilket kan skrives P(χ²- ≥ q))
Formlen for Q (og q) er:
{\displaystyle Q={\frac {(h_{1}-x_{1})^{2}}{x_{1}}}+{\frac {(h_{2}-x_{2})^{2}}{x_{2}}}+...+{\frac {(h_{k}-x_{k})^{2}}{x_{k}}}={\frac {(h_{1}-n\cdot p_{1})^{2}}{n\cdot p_{1}}}+{\frac {(h_{2}-n\cdot p_{2})^{2}}{n\cdot p_{2}}}+...+{\frac {(h_{k}-n\cdot p_{k})^{2}}{n\cdot p_{k}}}}
hvor h1, h2,...,hk er de observerede stikprøvehyppigheder for de k hændelser, x1, x2,...,xk er modelhyppighederne og p1, p2,...,pk er sandsynlighederne for de k hændelser.

### Fremgangsmåde
Når man ved hjælp af en chi i anden test vil teste, om de teoretiske sandsynligheder for de k hændelser ved eksperimentet E kan accepteres, så starter man med at udføre E n antal gange. På grundlag heraf udregnes q vha. den ovenstående formel og man kan således bestemme P(Q≥q) = P(χ²≥q) med visse lommeregnere. (Blandt andre TI-89 og TI-Nspire CX CAS)
Hvis den fundne sandsynlighed er lille, kan man konkludere, at de teoretiske sandsynligheder ikke er rigtige; dermed må den opstillede hypotese forkastes. Ofte vælger man en procentsats på 1 %, 5 % eller 10 %. Den valgte procentsats kaldes signifikansniveau.

#### Regneark og lignende
Regneark eller lignende programmer kan beregne chi i anden-test.
Regnearket Excel har den indbyggede kommando =chifordeling(teststørrelse;frihedsgrader) til at beregne p-værdien.

## χ²-fordelingen
χ²-fordelingen (som ses på illustrationen) er ligesom normalfordelingen en absolut kontinuert tæthedsfunktion, hvor arealet under grafen er lig 1, men i modsætning til normalfordelingen, ændrer χ²-fordelingen sig alt efter antallet af frihedsgrader. Når vi i χ²-testen finder P(χ² ≥ q) finder vi altså arealet under grafen til højre for q – hvilket netop er det kritiske område.

### Frihedsgrader
Antal frihedsgrader f er defineret som k – 1. Dette skyldes, at man i enhver fordeling har den sidste mulighed bestemt i kraft af de foregående.